# Diopsis ornata
Diopsis ornata är en tvåvingeart som beskrevs av John Obadiah Westwood 1837. Diopsis ornata ingår i släktet Diopsis och familjen Diopsidae. Inga underarter finns listade i Catalogue of Life.